# 여성과 성교하는 여성

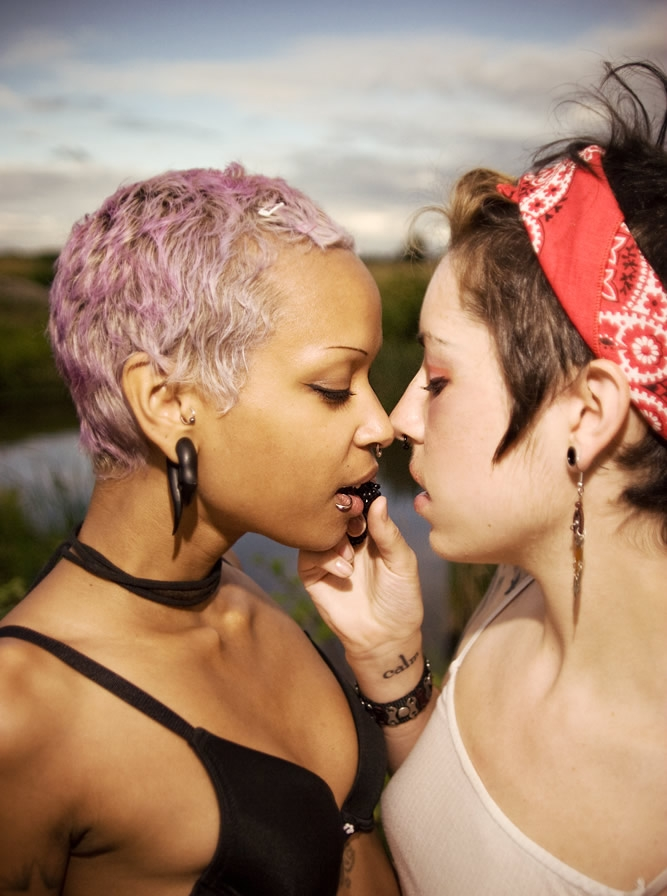
여성과 성관계를 갖는 여성

여성과 성교하는 여성(women who have sex with women, WSW)은 말 그대로 다른 여성과 성교 또는 그와 유사한 행위를 하는, 동성애, 양성애 혹은 이성애자 여성들을 일컫는다. 이 용어는 어떤 성 정체성이나 성적 지향적 의미를 담고 있지 않다

### 성병

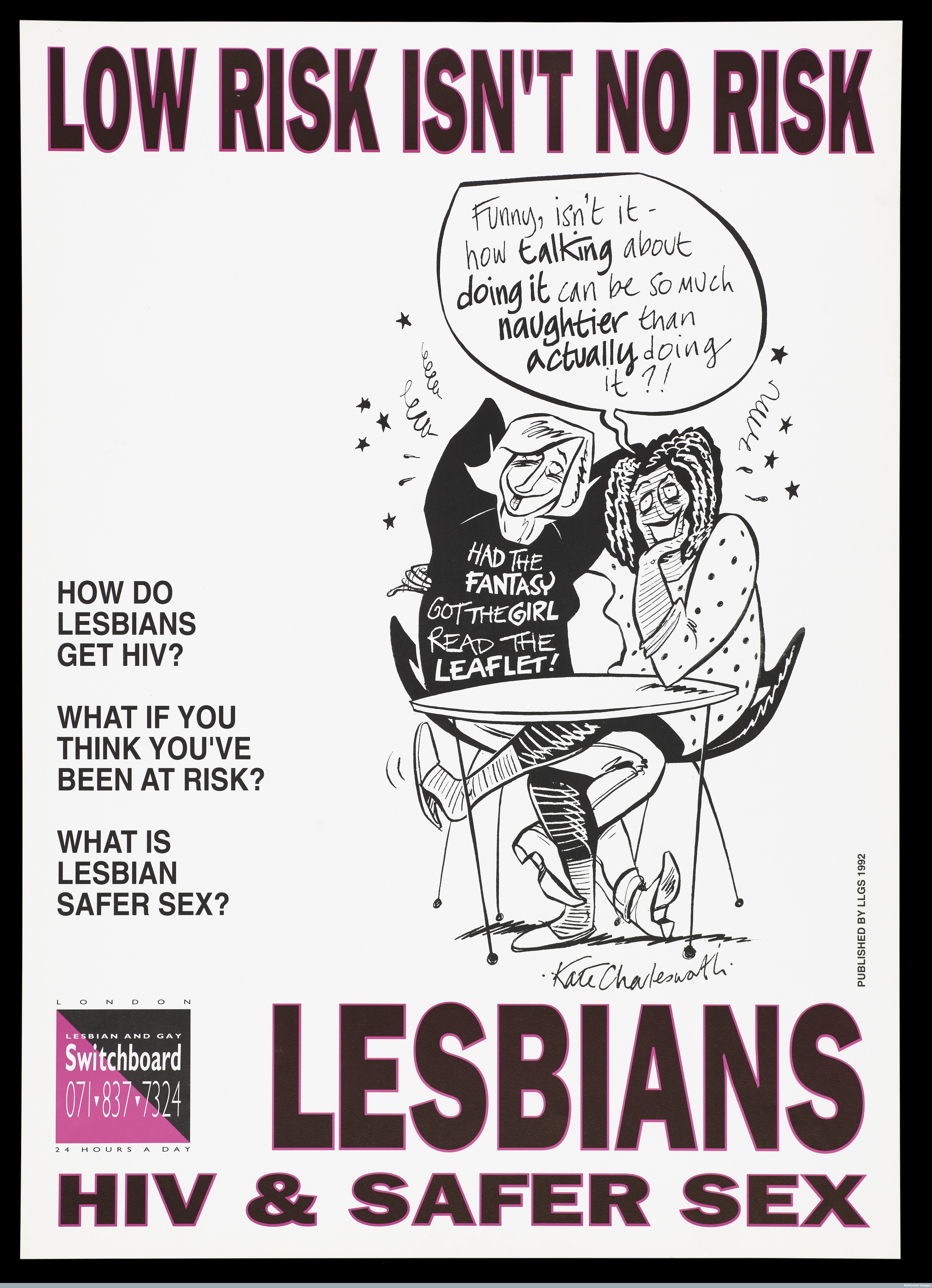
여성 간의 안전한 성관계에 대한 포스터

## 신체 건강

### 안전한 성관계
WSW는 성관계 중 성병 감염을 예방하는 다양한 방법이 있지만, 이러한 방법들은 아직 충분히 연구되지 않았다. 치아 댐, 섹스토이에 콘돔을 씌우는 것, 장갑, 랩 등이 다양한 형태의 성관계 시 보호 수단으로 사용된다.

## 같이 보기
- 남성과 성교하는 남성
- 여성 간 성행위
- 치아 댐